# Runenstein von Rök

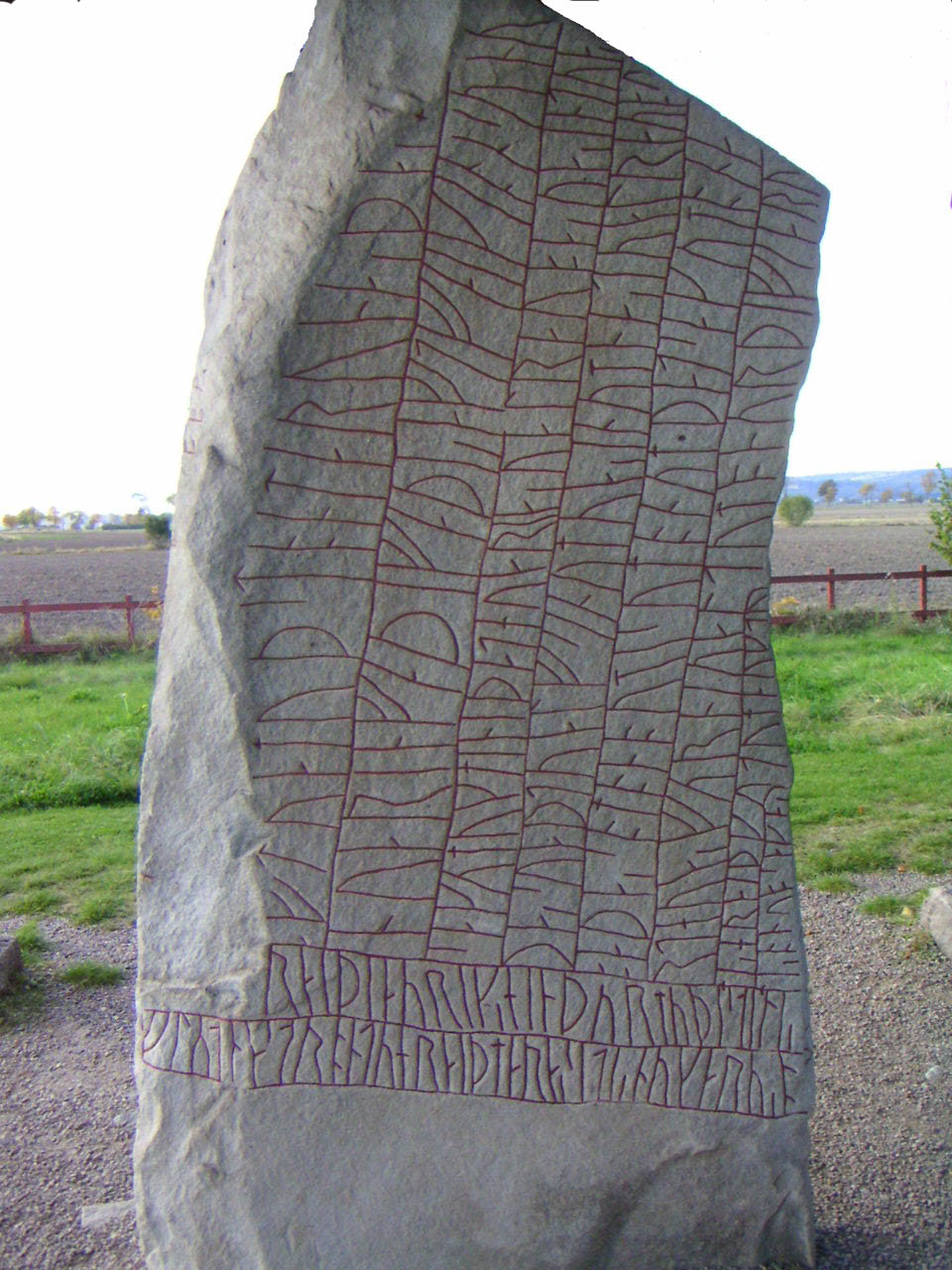
Ansicht der Ostseite des Runensteins von Rök mit dem Anfang der Inschrift links unten

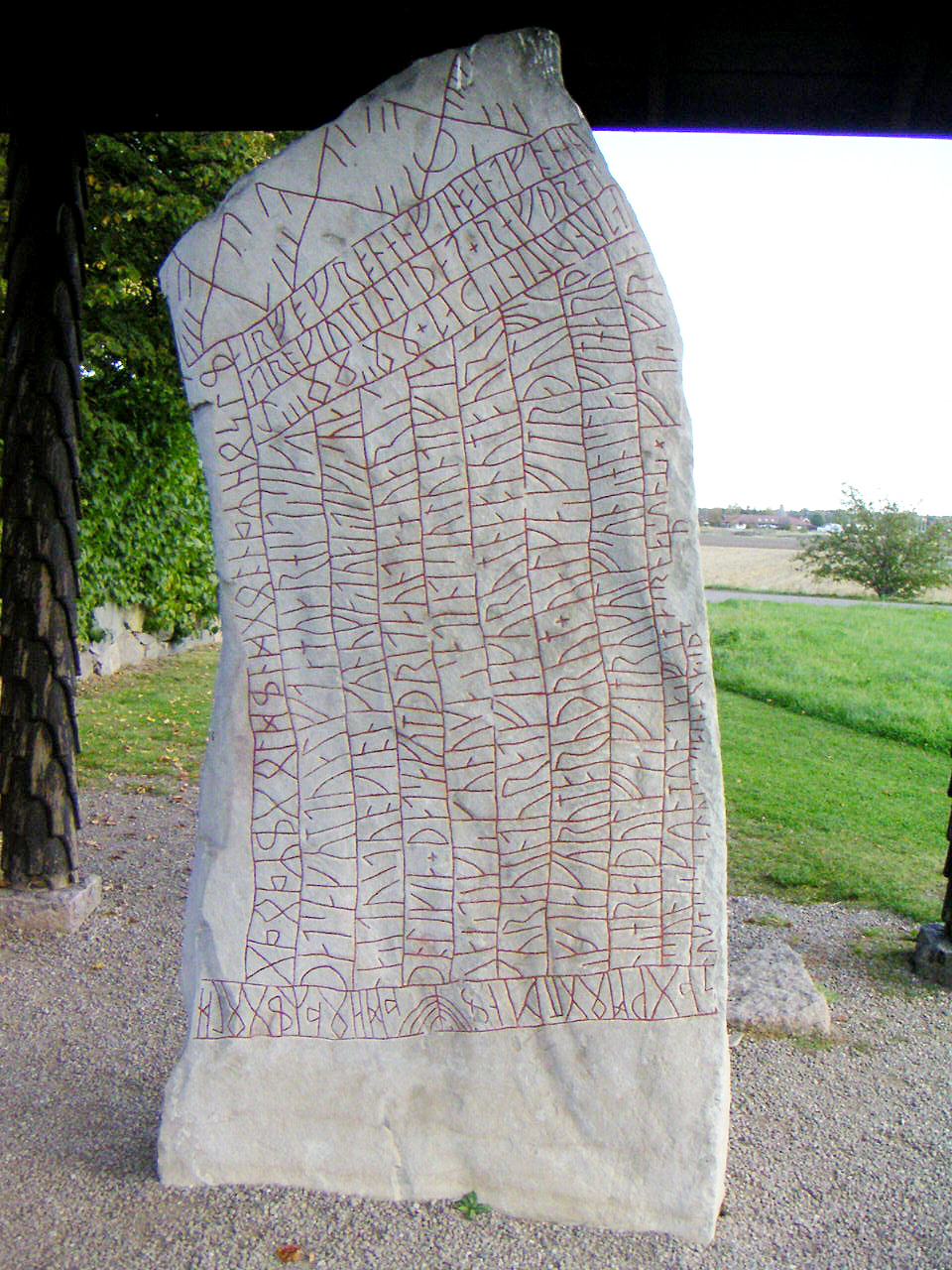
Die Westseite des Runensteins

Der Runenstein von Rök (schwedisch Rökstenen, Ög 136 der Samnordisk runtextdatabas) ist ein schwedischer Runenstein und steht in Rök bei der Kirche von Rök in der Gemeinde Ödeshög in der Provinz Östergötland. Er hat eine Höhe von 3,82 Metern und trägt eine Runeninschrift in altnordischer Sprache. Sie ist mit rund 750 Zeichen die längste bekannte Runenschrift.

## Allgemeines
Errichtet wurde der Stein vermutlich um 800. 200 Jahre später wurde er im Zuge der Christianisierung in die Zehntscheune des Ortes eingemauert. Als 1840 die alte Kirche abgerissen wurde, bemerkte man die Runeninschrift auf dem Stein, mauerte ihn aber trotzdem in die Vorhalle der neuen Kirche ein. 1862 nahm man ihn heraus und stellte ihn zunächst frei im Kirchhof auf, bis er 1933 mit einem Dach geschützt wurde.
Buchstabenspiele verkomplizieren den Text des Rök-Steins. Varin, der Runenmeister des Steins, chiffrierte den Text an einigen Stellen mit Hilfe von Geheimrunen. Dazu griff er auf zweierlei Runenalphabete zurück, auf das altnordische mit 24 Zeichen, aber auch auf ein spezielles Rök-Alphabet mit 16 Zeichen. Die Lesung der gesamten Inschrift gilt heute als weitgehend gesichert, die Interpretation des Inhalts dagegen bietet noch immer ungelöste Rätsel.
Die erste Zeile auf der Vorderseite des Steines lautet aft uamuþ stonta runar þar („Zum Gedenken an Vämod stehen diese Runen“) und fährt dann fort: „Aber Varin schrieb sie nach dem toten Sohn“.
Der Text scheint dann zunächst Themen aus dem Mythos zu behandeln. Verständlich wird er erst wieder, wo er in Verse übergeht; dem Runenmeister lag offensichtlich daran, das Gedicht verständlich zu überliefern:
„Es herrschte Theoderich der Kühngemute
 der Fürst der Seekrieger,
über den Strand
 des Hreidmeers.
 Jetzt sitzt er gerüstet
 auf seinem gotischen Ross,
 den Schild auf der Schulter,
 der Held der Märinge.“
Auch die Rückseite ist teilweise schwer zu deuten. Die Rede ist von 20 Königen auf Seeland oder 20 Seekönigen und von einem Schlachtfeld, auf dem sie liegen, und es wird von einer Frau berichtet, die sich für Ingvalds Geschlecht (der Ynglinger) opfert. Vermutlich handelt es sich dabei um Asa (Ingvalds Tochter verheiratet nach Schonen), die Mutter von Ivar Vidfamne (um 655 König von Schonen), dem Gründer des Geschlechts der Scyldinger, die bei Machtübernahme von Ivar Selbstmord begangen haben soll. Dies erschließt sich grob aus der Chronik der Langobarden, ist aber nicht belegbar und gilt als mythisch. Ingwald, der mit seinem Wagen nach Osten zieht, könnte aber auch als Symbol der Sonne gedeutet werden.

## Interpretation
Einer neueren These zufolge könnte der wohl spätestens um 800 errichtete Runenstein an eine mythische Schlacht zwischen Wärme und Kälte oder Leben und Tod neun Generationen vor seiner Aufstellung erinnern, bei dem der Fenriswolf die Sonne verschlingt, die anschließend durch das Opfer einer Frau neu geboren wird. Ein solches Ereignis könnte die Wetteranomalie von 535/536 mit ihrer extremen Kälte nur wenige Jahre nach dem Tode Theoderichs gewesen sein, ein sog. fimbulvetr (Fimbulwinter). Dadurch kam etwa die Hälfte der Einwohner Skandinaviens ums Leben. Auch die Region um Rök wurde betroffen: Hier verwandelten sich fruchtbare Ackerflächen wieder in Wald. Auf dieses Ereignis bezieht sich wohl auch die Ragnarök-Sage, in der von einem Dunstschleier die Rede ist. Die Errichtung des Runensteins um 800 könnte dann in einem zeitlichen Zusammenhang mit ungewöhnlicher Himmelsröte infolge eines Magnetsturms oder Gammastrahlenausbruchs 775 oder der Sonnenfinsternis 810 gestanden haben.

## Der Text
| Transliteration der Runen | |
| --- | --- |
| aft uamuþ stonta runaʀ þaʀ n uarin faþi faþiʀ aft faikion sunu sakum\| \|mukmini þat huariaʀ ualraubaʀ uaʀin tuaʀ þaʀ suaþ tualf sinum uaʀin\| \|numnaʀ t ualraubu baþaʀ somon o umisum\| \|monum ' þat sakum onart huaʀ fur niu altum on urþi fiaru miʀ hraiþkutum auk tu miʀ on ub sakaʀ raiþ\| \|þiaurikʀ hin þurmuþi stiliʀ flutna strontu hraiþmaraʀ sitiʀ nu karuʀ o kuta sinum skialti ub fatlaþʀ skati marika þat sakum tualfta huar histʀ si kunaʀ itu\| \|uituoki on kunukaʀ tuaiʀ tikiʀ suaþ o likia ' þat sakum þritaunta huariʀ tuaiʀ tikiʀ kunukaʀ satin t siulunti fiakura uintur at fiakurum nabnum burnʀ fiakurum bruþrum ' ualkaʀ fim ra=þulfs\| \|suniʀ hraiþulfaʀ fim rukulfs\| \|suniʀ hoislaʀ fim haruþs suniʀ kunmuntaʀ fim (b)irnaʀ suniʀ * nuk m--- (m)-- alu --(k)(i) ainhuaʀ -þ… …þ … ftiʀ fra sagwm\| \|mogmeni (þ)ad hOaʀ igOldga Oaʀi gOldin d gOonaʀ hOsli sakum\| \|mukmini uaim si burin\| \|niþʀ troki uilin is þat knuo knati\| \|iatun uilin is þat (n)(i)(t) akum\| \|mukmini þur sibi uiauari ul niruþʀ | |
| Altwestnordische Transkription | Deutsche Übersetzung |
| Eptir Vémóð/Vámóð standa rúnar þær. En Varinn fáði, faðir, eptir feigjan son. Sögum múgminni/ungmenni þat, hverjar valraufar væri tvær þær, svát tolf sinnum væri numnar at valraufu, báðar saman á ýmissum mönnum. Þat sögum annat, hverr fyrir níu öldum án yrði fjör með Hreiðgotum, auk dó meðr hann umb sakar. Réð Þjóðríkr hinn þormóði, stillir flotna, ströndu Hreiðmarar. Sitr nú görr á gota sínum, skildi umb fatlaðr, skati Mæringa. Þat sögum tolfta, hvar hestr sé Gunnar etu véttvangi á, konungar tveir tigir svát á liggja. Þat sögum þrettánda, hverir tveir tigir konungar sæti at Sjólundi fjóra vetr at fjórum nöfnum, bornir fjórum brœðrum. Valkar fimm, Ráðulfs synir, Hreiðulfar fimm, Rugulfs synir, Háislar fimm, Hörðs synir, Gunnmundar/Kynmundar fimm, Bjarnar synir. Nú'k m[inni] m[eð] öllu [se]gi. Einhverr … [svá]t … eptir frá. Sögum múgminni/ungmenni þat, hvar Ingoldinga væri goldinn at kvánar húsli. Sögum múgminni/ungmenni, hveim sé borinn niðr drengi. Vilinn er þat. Knúa/knýja knátti jötun. Vilinn er þat … Sögum múgminni/ungmenni: Þórr. Sibbi véaveri ól nírœðr. (Der Text ist eine Transkription der Runen ins Altwestnordische.) | „Nach Vämod stehen diese Runen. Aber Varin schrieb sie, der Vater, nach dem gestorbenen Sohn. Ich sage den jungen Männern die Sage von den beiden Beutestücken, die zwölfmal genommen wurden, beide Beutestücke auf einmal, von verschiedenen Männern. Ich sage als zweites, wer vor neun Menschenaltern lebte und das Leben unter den Hreidgoten verlor. Und er starb unter ihnen wegen seiner Missetaten. Es herrschte Theoderich, der Kühngemute, der Fürst der Seekrieger, über den Strand des Hreidmeers. Jetzt sitzt er gerüstet auf seinem gotischen Ross den Schild auf der Schulter, der Held der Märinge. Das sage ich als zwölftes, wo das Ross der Walküre Speise erblicken wird auf dem Schlachtfeld, zwanzig Könige, die da liegen. Das sage ich als dreizehntes, welche zwanzig Könige auf Seeland saßen, vier Winter, mit vier Namen, Söhne von vier Brüdern. Fünf Valke, Radulfs Söhne, fünf Hreidulfe, Ragulfs Söhne, fünf Haisle, Haruds Söhne, fünf Gunnmunde, Berns Söhne. Jetzt sagt jeder den jungen Männern … alles forschte nach. Ich sage den jungen Männern, wer von Ingevalds Nachkommen wiedergutgemacht wurde dank des Opfers einer Hausfrau. Ich sage den jungen Männern welchem Helden ein Nachkomme geboren ist. Vilen ist es. Er konnte einen Riesen fällen. Vilen ist es. … Ich sage den jungen Männern: Thor. Sibbe, der Hüter der Heiligtümer, zeugte neunzigjährig (einen Sohn).“ |